# 金山彦神社 (大垣市)
金山彦神社（かなやまひこじんじゃ）は、岐阜県大垣市牧野町にある神社。

## 概要
不破郡牧野新田（現・大垣市牧野町）の産土神である。
南宮大社に勧請し、寛政四年（1792年）創建（岐阜県神社庁では文化元年（1804年）創建）。
1958年（昭和33年）、岐阜県神社庁より銀幣社に指定される。

## 祭神
- 金山彦大神

## 主な祭事
- 左義長 - 1月15日
- 祈年祭 - 2月11日
- 例大祭 - 4月2日
- 農休祭 - 6月30日
- 小祭 - 10月1日
- 新嘗祭 - 11月23日